# Hugo III. (St. Pol)

Wappen Hugos III.

Hugo III. Candavène, franz.: Hugues III Campdavaine, (* vor 1132; † nach 1145) war ein Graf von Saint-Pol aus dem Haus Candavene. Er war ein jüngerer Sohn des Grafen Hugo II. von Saint-Pol.

## Leben
Hugo hatte wie sein Vater einen kriegerischen Charakter, eine spätere Chronik nannte ihn „Mauors Gaullois“ im Sinne von schwarzer (d. h. böser) oder niederer Barbar. Im Jahr 1132 überfiel er die Stadt Saint-Riquier, die dem Grafen von Ponthieu gehörte, und tötete ihre Einwohner. Ebenso verfuhr er mit der bei der Stadt gelegenen Abtei. Dafür wurde er von Papst Innozenz II. exkommuniziert. Durch die Gründung der Abtei Cercamp 1137, die er mit Mönchen aus Auxerre besetzen ließ, konnte er sich von dem Bann befreien. Im Jahr 1140 verbündete er sich mit Graf Balduin IV. von Hennegau gegen den Grafen Dietrich von Flandern, dem sie aber unterlegen waren. Hugo wurde nach seinem Tod in Cercamp bestattet.
Er war zweimal verheiratet. Mit seiner ersten Frau Beatrix hatte er drei Söhne:
- Enguerrand († 1170 oder später), Graf von Saint-Pol
- Hugo († um 1158), Meister des Lazarusordens
- Anselm († 1175 oder später), Graf von Saint-Pol

Seine zweite Frau war Margarete von Clermont, eine Tochter des Grafen Rainald II. von Clermont. Ihre Kinder waren:
- Raoul
- Guido, Herr von Beauval
- Beatrix, ⚭ Robert de Coucy, Herr von Boves († 1191 auf dem dritten Kreuzzug)

### Beiname
In einem an den Bischof von Amiens gerichteten Brief aus dem Jahr 1112 des Bischofs Lambert von Arras wird Graf Hugo III. von Saint-Pol erstmals mit dem Beinamen Campdavene genannt, was so viel wie „Haferfeld“ bedeutet (franz.: Champ d'Avoine, picard.: Camp d'avaine, lat.: Campus Avenae oder Candavena). Warum der Bischof ihn so nannte ist unklar, allerdings war der Beiname offensichtlich allgemein bekannt und wurde auch von Hugo selbst verwendet, wie zum Beispiel in der Gründungsurkunde der Abtei Cercamp aus dem Jahr 1137. Es kann nur vermutet werden, dass er einem ähnlichen Hintergrund entsprang wie etwas später der Ginsterzweig der Plantagenets, indem sich Hugo mittels eines Haferhalms als Helmzier seiner Umwelt zu erkennen gab. Seine Söhne verwendeten Garben in ihren Wappen, was noch heute in dem der Kommune Saint-Pol-sur-Ternoise seinen Nachhall findet.
Das erste Grafenhaus von Saint-Pol wird heute nach diesem Beinamen als Haus Candavene bezeichnet.